# Romanoro
Romanoro is een klein dorp met 54 inwoners (frazione) in de Italiaanse gemeente Frassinoro.
Het is gelegen in de provincie Modena in het midden van Italië op 700 meter hoogte. Recht onder het dorp stroomt de rivier Dolo en op de top van Fontanaluccia ligt een dam die een deel van het water doet afbuigen naar de stroomcentrale van het nabijgelegen Farneta.
Opvallend is de zeventiende-eeuwse kerk die grotendeels heropgebouwd is in 1920 maar waarvan het portaal en de klokkentoren nog origineel zijn. Het dorp kan worden bereikt via smalle bergweggetjes en wandelpaden. In de nabije omgeving worden sinds eeuwen door de inwoners truffels verzameld. In de zomer zijn er traditionele volkstheatervoorstellingen sinds 1905.

## Foto's

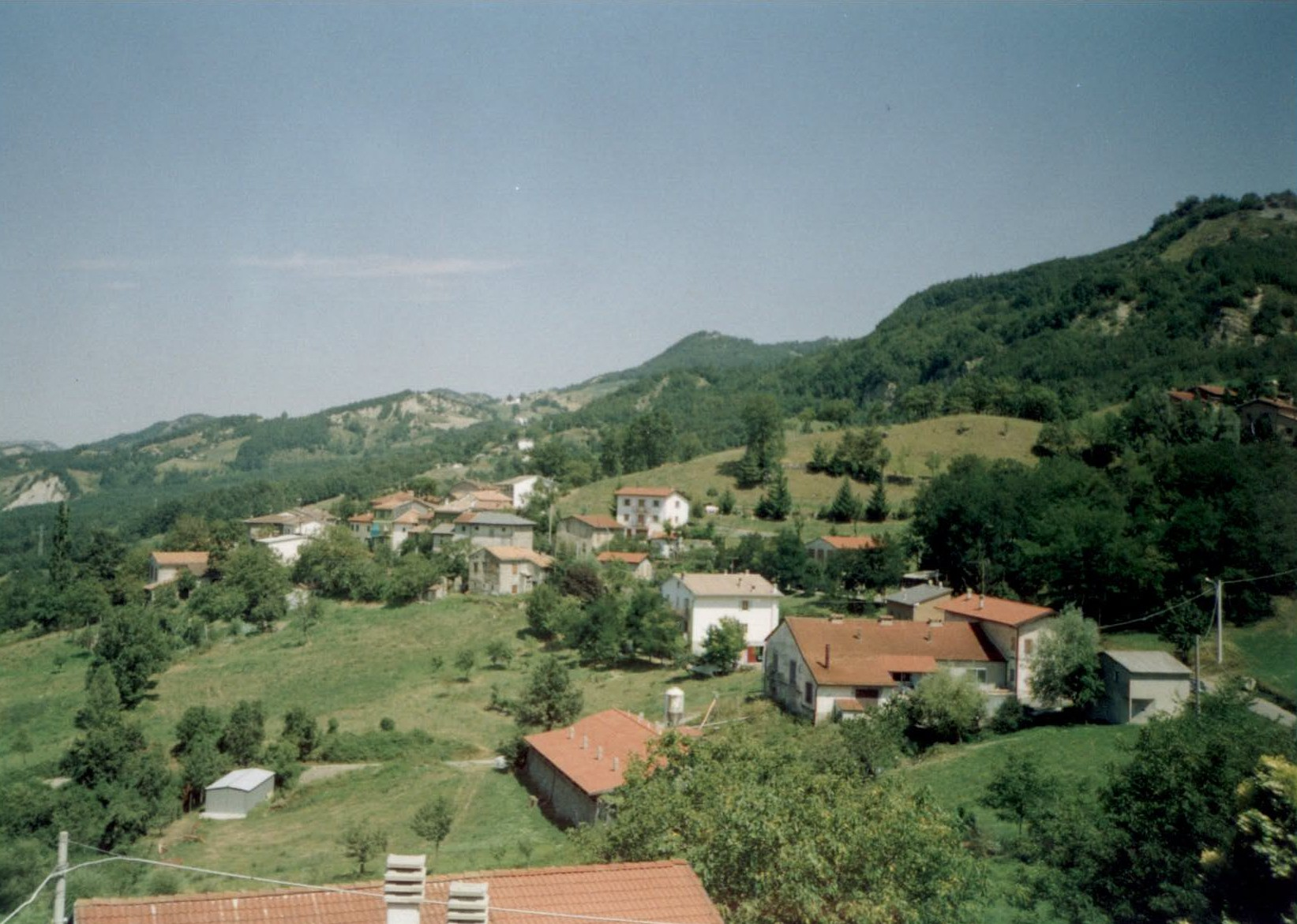
Romanoro - Cerreto
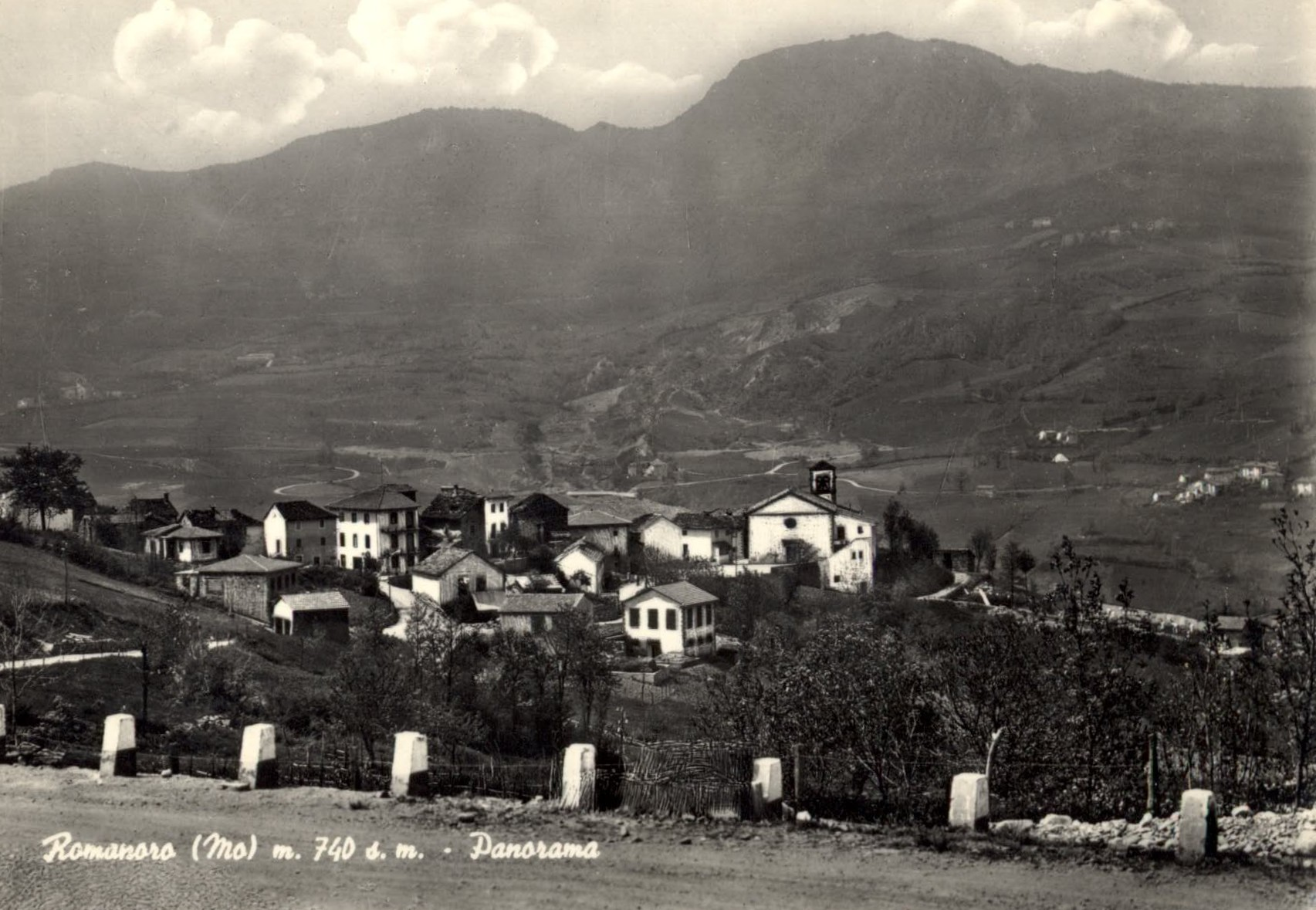
Romanoro rond 1964